# Arne Bathke
Arne Cornelius Bathke (* 9. Juni 1972 in Hamburg) ist ein deutscher Statistiker und Professor an der Universität Salzburg. Von 2015 bis 2021 war er Dekan der Naturwissenschaftlichen Fakultät der Universität und seit Januar 2022 ist er Dekan der Fakultät für Digital and Analytical Sciences (DAS).

## Leben
Nach dem Abitur am Otto-Hahn-Gymnasium in Springe studierte Arne Bathke Mathematik an der Georg-August Universität in Göttingen. Er schrieb seine Diplomarbeit bei Edgar Brunner über nichtparametrische Kovarianzanalyse und promovierte anschließend bei Manfred Denker über die Hoeffding-Zerlegung in linearen Modellen. Während des Promotionsstudiums besuchte er auch die University of Illinois at Urbana-Champaign. Nach erfolgreicher Promotion zog er nach Lexington, Kentucky (USA), wo er an der University of Kentucky eine Assistenzprofessur mit Tenure Track antrat und später Associate und Full Professor wurde. Im Jahr 2012 nahm er den Ruf auf eine Universitätsprofessur für Statistik an der Paris-Lodron Universität in Salzburg an. Er ist Vorstandsmitglied der Österreichischen Statistischen Gesellschaft (ÖSG) und war Präsident der International Biometric Society – Region Österreich-Schweiz (IBS ROeS).

## Forschungsschwerpunkte
Arne Bathke forscht intensiv zu nichtparametrischer und multivariater Inferenz. Die von ihm und seinen Kollegen entwickelten Arbeiten umfassen nichtparametrische multivariate Rangtests in faktoriellen Modellen, Verfahren für Modelle mit vielen Faktorstufen sowie hochdimensionale Daten. Approximationen für kleine Fallzahlen stellen einen besonderen Schwerpunkt in fast all seinen Arbeiten dar. Die methodischen Arbeiten sind oft durch Fragen aus der Praxis motiviert, z. B. aus der Medizin oder den Biowissenschaften.

## Schriften (Auswahl)
- Mit Edgar Brunner, Frank Konietschke: Rank and Pseudo-Rank Procedures for Independent Observations in Factorial Designs – Using R and SAS (= Springer Series in Statistics). Springer, Cham 2018, ISBN 978-3-03002914-2, doi:10.1007/978-3-030-02914-2.
- Mit F. Konietschke, S. W. Harrar, M. Pauly: Parametric and nonparametric bootstrap methods for general MANOVA. In: Journal of Multivariate Analysis. Band 140, 2015, S. 291–301.
- The ANOVA F test can still be used in some balanced designs with unequal variances and nonnormal data. In: Journal of Statistical Planning and Inference. Band 2, Nr. 2, 2004, S. 413–422.
- Mit M. Happ, E. Brunner: Optimal sample size planning for the Wilcoxon‐Mann‐Whitney test. In: Statistics in medicine, 38(3), 2019, 363–375.
- Mit S. Friedrich, M. Pauly, F. Konietschke, W. Staffen, N. Strobl, Y. Höller: Testing mean differences among groups: multivariate and repeated measures analysis with minimal assumptions. In: Multivariate Behavioral Research, 53(3), 2018, 348–359.
- Mit F. Konietschke, L. A. Hothorn, E. Brunner: Testing and estimation of purely nonparametric effects in repeated measures designs. In: Computational Statistics & Data Analysis, 54(8), 2010, 1895–1905.
- Mit C. Liu, S. W. Harrar: A nonparametric version of Wilks’ lambda—Asymptotic results and small sample approximations. In: Statistics & probability letters, 81(10), 2011, 1502–1506.

### Herausgeberschaften
- Biometrical Journal (seit 2020 Herausgeber und seit 2019 Mitherausgeber)
- Journal of the American Statistical  Association (seit 2017 Mitherausgeber)
- International Journal of Biostatistics (seit  2013 Mitherausgeber)
- Statistical Papers (von 2012 bis 2021 Mitherausgeber)

## Auszeichnungen
Arne Bathke wurde mehrfach international ausgezeichnet. Er wurde 2012 vom Bürgermeister zum Henry Clay Ambassador der Stadt Lexington (Kentucky) für sein ziviles Engagement ernannt. Bereits 2011 erhielt er vom Energie- und Umweltminister des Staates Kentucky die Ernennung zum Kentucky Admiral. Darüber hinaus hat er zwei universitätsweite Preise der University of Kentucky für Exzellenz in der Lehre erhalten (2007 und 2012), und die von ihm mitbegründeten MINT:labs in Salzburg wurden 2020 vom Kulturfonds der Stadt Salzburg ausgezeichnet. Des Weiteren wurde er 2024 als Elected Fellow der American Statistical Association geehrt.